# دنیل آلرستورفر
دنیل آلرستورفر (آلمانی: Daniel Allerstorfer؛ زادهٔ ۴ دسامبر ۱۹۹۲) جودوکار اهل اتریش است.